# Gumowatość drewna jabłoni
Gumowatość drewna jabłoni (ang. rubbery wood of apple) – choroba jabłoni wywoływana przez Apple rubbery wood (ARW).

## Występowanie i szkodliwość
Apple rubbery wood opisywany jest jako nieznany patogen, fitoplazma lub wirus. Stwierdzono występowanie tego patogenu w Ameryce Północnej, Europie, południowo-wschodniej Azji, Australii, Nowej Zelandii, południowej części Afryki i Brazylii na jabłoniach, gruszach i pigwie. Wykryto ją na gatunkach: pigwa pospolita (Cydonia oblonga), jabłoń jagodowa (Malus baccata), jabłoń domowa (Malus domestica), grusza pospolita (Pyrus communis), wiśnia ptasia (Prunus avium), wiśnia pospolita (Prunus cerasus). Najsilniejsze zmiany powoduje na jabłoniach, grusze i pigwy porażone zostają w dużo mniejszym stopniu. U gruszy gumowatość pnia praktycznie nie ma żadnego znaczenia ekonomicznego.
W niektórych krajach uważa się, że szkodliwość tej choroby jest niewielka i nie warto podejmować działań ochronnych. Choroba ta ma jednak duże znaczenie przy uprawie odmian na nią wrażliwych, między innymi ‘Lord Lambourne’, ‘Gravenstein’, ‘Golden Delicious’. U odmian tych występuje wyraźne zmniejszenie plonu spowodowane mniejszymi rozmiarami i zmniejszonym wzrostem porażonych drzew. Plon owoców może być zmniejszony o 10–30%, nawet przy braku widocznych objawów porażenia. We Francji plony zainfekowanych drzew mogą być zmniejszone o 10–30%, przy czym owoce często są mniejsze niż owoce wytwarzane przez zdrowe drzewa, a dojrzewanie następuje wcześniej lub później niż zwykle, w zależności od dotkniętej odmiany. Żywotność porażonych drzew ulega skróceniu o 10–50%.
Gumowatość drewna jabłoni rzadko występuje jako samodzielna choroba, zwykle fitoplazma ARW jest czynnikiem pogarszającym rozwój drzew już porażonych innymi patogenami lub zwiększającym ich podatność na porażenia. Jabłonie z gumowatością są bardziej podatne na mączniaka prawdziwego, parcha i na uszkodzenia mrozowe. Gumowatość drewna ma bardziej niekorzystny wpływ na wzrost jabłoni, gdy występuje łącznie z wirusem mozaiki jabłoni i wirusem żłobkowatości pnia jabłoni.

## Objawy
U wrażliwych odmian jabłoni porażone drzewa wykazują niezwykłą elastyczność pni i gałęzi, pojawiającą się w okresie od roku do trzech lat po infekcji. Stają się one tak elastyczne, że młode pędy rosną poziomo, a ciężar owoców powoduje, że gałęzie zwisają. Często centralna gałąź drzewa przestaje rosnąć, a od podstawy rozwijają się silne pędy, a u drzew 'Golden Delicious' na głównym pniu pojawia się charakterystyczny obrzęk. Na liściach i owocach brak objawów. Po 3–5 latach drzewa mogą ponownie zacząć produkować normalne drewno, a objawy mogą zniknąć. U odmian wrażliwych, takich jak ‘Stahls Prinz’, ‘Gravenstein’, 'Idared' i 'Gloster', czasem także ‘Golden Delicious’, konary i gałęzie stają się płaskie z podłużnymi bruzdami. Spowodowane to jest atrofią naczyń.
Międzywęźla porażonych jabłoni są skrócone, a roczny przyrost drzewa zmniejszony, wskutek czego porażone drzewa często są małe, co skutkuje zmniejszeniem plonów. Następują także zmiany w budowie tkanek i komórek w korzeniach i młodych pędach porażonych jabłoni. Stwierdzono występowanie pojedynczych komórek bez zawartości, w których plazmalemma została zaabsorbowana, jądro nie miało jąderek, występowała rozproszona heterochromatyna, mitochondria nie miały wyraźnej struktury, a ściany komórkowe były przezroczyste, bez ligniny. Naczynia ksylemu mają nieregularne ściany, czasami zapadające się. Zmniejszenie lub brak lignifikacji i zmiany tkankowe w ksylemie wystąpiły głównie w drugim roku wzrostu lub następnych, a najbardziej widoczne były w drewnie formowanym w miesiącach letnich.

## Ochrona
Jedynym znanym sposobem przenoszenia ARW na jabłonie jest okulizacja i szczepienie, stąd też zapobieganie tej chorobie polega na stosowaniu zdrowego materiału rozmnożeniowego. Zrazy i podkładki powinny mieć certyfikację lub należy je poddać obróbce cieplnej w celu usunięcia fitoplazmy. Polega ona na wstępnym przetrzymywaniu ich przez 7 dni w temperaturze 35 °C, a następnie w suchym cieple w 38 °C przez 7 dni. Czasami stosuje się także hodowlę wierzchołkową polegającą na wyhodowaniu materiału do szczepień z samych wierzchołków pędów (są one wolne od fitoplazmy). W Nowej Zelandii skuteczna okazała się obróbka cieplna pąków jabłoni w 37 °C przez 3 tygodnie. W Australii wykorzystuje się proces obróbki cieplnej, w którym rośliny są utrzymywane w temperaturze 38 °C przez 6–10 tygodni.
Eksperymentuje się także z innymi metodami uwalniania materiału rozmnożeniowego od fitoplazmy ARW. Minoiu podlewał doniczkowe sadzonki jabłoni i gruszek zakażone ARW 1% roztworem tetracykliny i stwierdził brak fitoplazmy. Najlepsze wyniki osiągnięto przy połączeniu obróbki tetracykliną i obróbki cieplnej. ARW można częściowo wyeliminować z zakażonych zrazów za pomocą techniki napromieniowania kobaltem przy dawce 1 kiloradu w marcu.